# Umnak

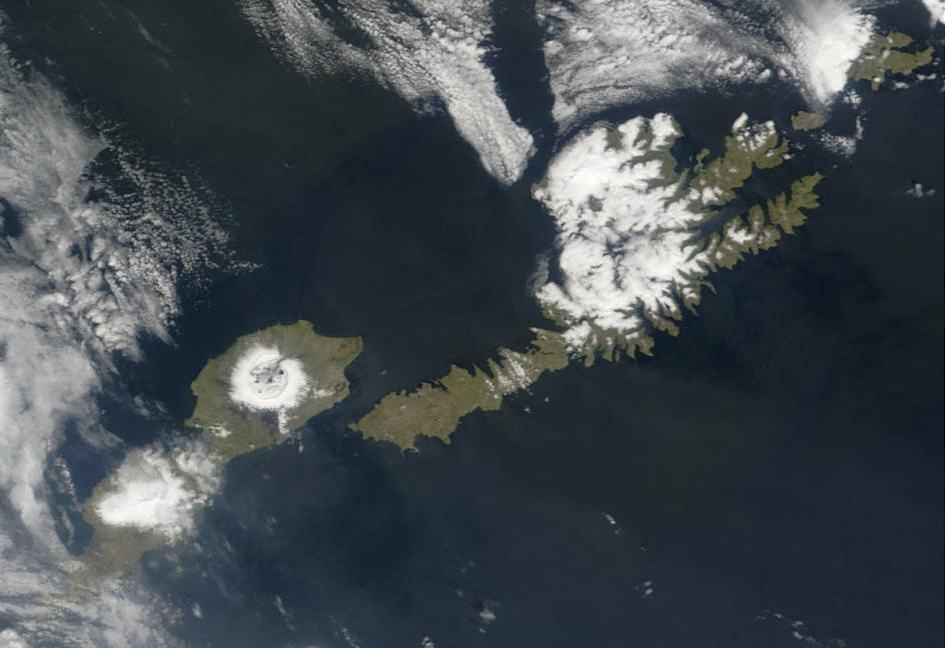
Műholdfelvétel Umnak és Unalaska szigetéről

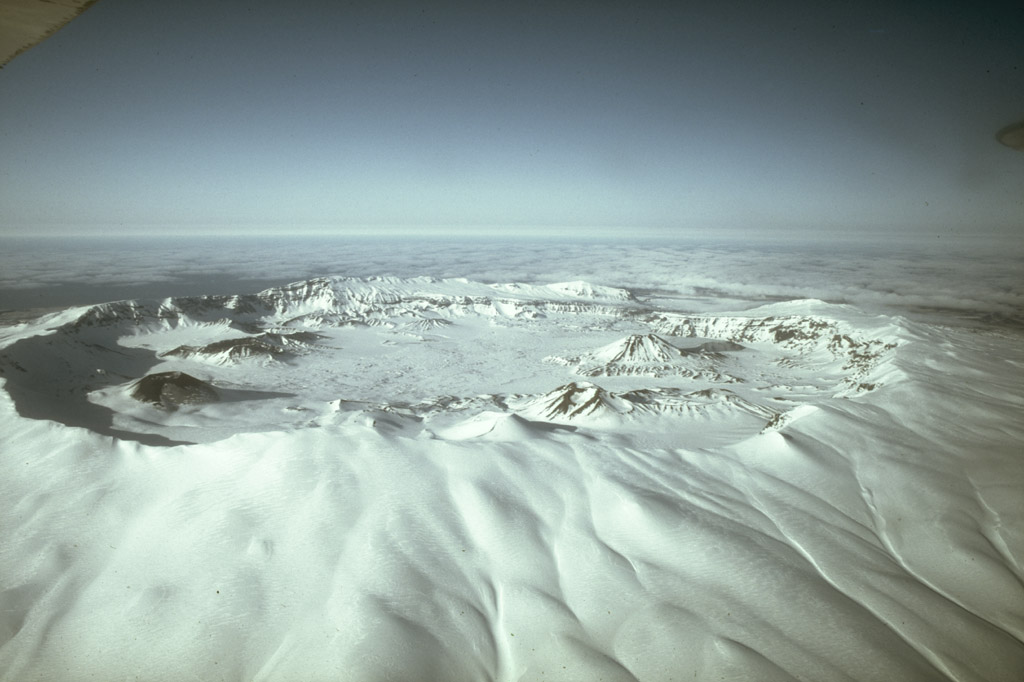
A Mount Okmok kaldera

Umnak az Alaszkához tartozó Aleut-szigetek harmadik legnagyobb tagja (1776,77 km²), a szigetláncon belül a Fox-szigetek része. A szomszédos Unalaska szigettől az Umnak-szoros választja el.
Egyetlen települése Nikolski, 85 lakossal (2005).
A sziget északnyugati partján volt a Fort Glenn tengeri támaszpont, ami a második világháborúban aktív szerepet játszott a csendes-óceáni hadszíntéren.
Itt található a Mount Okmok, a világ második legnagyobb vulkanikus kalderája.
A szigetet a gejzírek szempontjából legfontosabb hat terület közé sorolják, ugyanis ezen a kis területen nyolc aktív gejzírt tartanak számon.
Az eddigi kutatások itt találták meg a legrégebbi ismert eszkimó kultúra nyomát, ami nagyjából 3000 éves.